# WorldPride Nueva York 2019
El Stonewall 50 – WorldPride NYC 2019 fueron eventos y celebraciones de la comunidad LGBTQ, realizados en Junio del año 2019, marcando el aniversario número 50 de los disturbios de Stonewall ocurridos en el año 1969. También fue la primera vez que el WorldPride fue realizado en los Estados Unidos.Realizado principalmente en el área metropolitana de la ciudad de Nueva York, el tema principal de las celebraciones fue sobre “Millones de momentos de Orgullo.” Esta celebración es marcada como el evento LGBTQ más grande de la historia, con una estimación oficial de cinco millones de personas que asistieron al Fin de Semana del Orgullo en Manhattan,que incluye un estimado de cuatro millones de personas que asistieron a la marcha. El desfile tuvo una duración de doce horas e incluyó 150000 participantes pre registrados entre 659 grupos.

## Antecedentes

### Homónimo
El Levantamiento de Stonewall ocurrido en Junio del año 1969, fue una serie de demostraciones violentas y espontáneas por parte de miembros de la comunidad gay (LGBTQ) en Greenwich Village, Nueva York.Clientes del bar Stonewall Inn, personas gays en los alrededores, y miembros de bares gays y lésbicos cercanos, pelearon contra una redada policial en la mañana, rehusándose a ser arrestados sólo por asistir a bares gay y estar fuera del clóset en público. Los disturbios de Stonewall son reconocidos como el evento histórico más importante de la historia de la liberación gayy la lucha moderna para los derechos LGBT en los Estados Unidos.

### Aniversario n.º 50
Los eventos del Stonewall 50 - WorldPride ocurrieron en todo junio, el cual es tradicionalmente conocido como el Mes del Orgullo en la ciudad de Nueva York como mundialmente, y que es auspiciado por la Marcha Anual del Orgullo de la Ciudad de Nueva York.Los eventos representaron la celebración LGBTQ más grande de la historia. Producidos por la organización sin fines de lucro llamada Heritage of Pride (HOP), se encargaron de conmemorar el aniversario nº 50 del levantamiento de Stonewall. Los organizadores y autoridades de la ciudad estimaron que hubo 150 000 participantes en la marcha, y cinco millones de visitantes que asistieron al Fin de Semana del Orgullo sólo en Manhattan.
El comité realizó por HOP para planificación del Stonewall 50 empezó a trabajar en Julio, en el año 2009. Una programación adicional fue visualizada para otros años y para el 2011 los nuevos eventos organizados ya se habían vuelto una realidad. Esto llevaría al suceso para el primer WorldPride que fue realizado en Estados Unidos.

### WorldPride
El concepto para todos los eventos en el WorldPride fueron establecidos en el año 1997 cuando la organización Heritage of Pride organizó la 16ª conferencia anual del InterPride, la organización internacional para marchas de orgullo. WorldPride, con la licencia de InterPride y organizado por uno de sus miembros, es un evento que promueve asuntos del orgullo LGBTQ en un nivel internacional a través de desfiles, festivales y otras actividades culturales. El WorldPride inaugural fue celebrado en Roma en el año 2000. Las ciudades anfitrionas son seleccionadas por InterPride, una asociación internacional de coordinadores del Orgullo, en una reunión general anual.

## Eventos

### Comienzo antes de junio
- Hasta el 5 de enero de 2020, 'Tensiones implícitas: Mapplethorpe Now', en el Museo Solomon R. Guggenheim.[22]
- Hasta noviembre, "PRIDE", en el Museo de la Ciudad de Nueva York.[22]
- Hasta el 27 de junio, Drag Brunch, en Oscar Wilde NYC, un brunch drag en fin de semana en beneficio de The Trevor Project.[23]
- Hasta el 4 de agosto, 'On the (Queer) Waterfront', en la Sociedad Histórica de Brooklyn.[22]
- Hasta el 15 de septiembre, " Walt Whitman : Bardo de la Democracia", en la Biblioteca y Museo Morgan.[22]
- Hasta el 22 de septiembre, Stonewall 50 Exhibitions, en la Sociedad Histórica de Nueva York, en Manhattan.[22]
- Hasta el 14 de julio, 'Love & Resistance: Stonewall 50', en la Biblioteca Pública de Nueva York, Bryant Park.[22]
- Hasta el 8 de diciembre, 'Nadie te prometió el mañana: arte 50 años después de Stonewall', en el Museo de Brooklyn.[22]
- Hasta el 20 de julio, "Art After Stonewall, 1969–1989", en la Grey Art Gallery de la Universidad de Nueva York y en el Museo Leslie-Lohman de Arte Gay y Lésbico, ambos en Manhattan.[22]
- Hasta el 27 de septiembre, Queer History Walks, en The Whitney, recorridos a pie por la historia LGBTQ en el Meatpacking District.[23]

- A partir de mediados de mayo y hasta junio, la Marcha del Orgullo de Nueva York presenta, World Mural Project, cincuenta murales en los cinco distritos de la ciudad de Nueva York que "hablan de la experiencia LGBTQ+ vivida".[3][24]
- The Stonewall Operas, una serie de cuatro minióperas que tuvo su estreno mundial en mayo de 2019 en el Shubert Theatre de la Universidad de Nueva York y el Stonewall Inn.[25]
- El 30 de mayo, se llevará a cabo el baile juvenil LGBTQ de Queens Pride en el Salón de Ciencias de Nueva York para jóvenes LGBTQ de 14 a 20 años.[26]

### Principios de junio
- 2 de junio, Festival y Desfile del Orgullo de Queens encabezado por Kristine W y Dominique Jackson de " Pose ".[26]
- 6 de junio, Portraits of Pride, en el Museo de la Ciudad de Nueva York, películas sobre Stormé DeLarverie y Marsha P. Johnson.[23]
- "9 de junio, 5 KM Brooklyn Pride Run, a través de Prospect Park".[27]
- La exposición Campamento: Notas sobre la moda del Costume Institute en el Museo Metropolitano de Arte (The Met), hasta el 8 de septiembre, tiene un evento relacionado el 11 de junio, una competencia de moda "Batalla de las Leyendas".[28][22]
- 13 de junio, tutorial y cambios de imagen de drag queen 'Love & Lipliner', en The James New York - NoMad.[23]
- Del 14 al 17 de junio, “Vuelve una vez más para poder decir adiós”, en el Alvin Ailey American Dance Theatre, actuaciones que cuentan la historia de la comunidad gay de Nueva York entre 1965 y 1995.[23]
- Del 14 al 30 de junio, "Ascend With Pride", la bandera arcoíris más grande del mundo instalada en la escalera de 12 por 100 pies del Parque Franklin D. Roosevelt Four Freedoms de Roosevelt Island.[29]
- 15 de junio, debut de la serie " The Ambisextrous " y primera exposición individual del artista Lex Barberio
- 17 de junio, Queer & Now en Delacorte Theatre, con Trevor Bachman, Kate Bornstein, Lea DeLaria, Ryan J. Haddad, Jerriese Johnson Gospel Choir, Erin Markey, Darnell Moore, Peppermint, Toshi Reagon, Conrad Ricamora, Aneesh Sheth, Chase Strangio.[23]
- 15 de junio, debate sobre Spill the Tea, en Harlem Stage Gatehouse con E. Patrick Johnson analizando historias orales de Sweet Tea: Gay Black Men of the South (2008), que se centra en los hombres homosexuales negros del sur.[23]
- 16 de junio, Broadway Bares, en el Hammerstein Ballroom en beneficio de Broadway Cares/Equity Fights AIDS.[30]
- Del 17 al 19 de junio, NYC Pride, con NewFest y SVA Theatre, presenta OutCinema, proyecciones de películas y charlas.[31]
- Del 19 de junio al 6 de julio, la parodia musical de The Golden Girls : PRIDE se presenta en HERE.[32]

### Semana del Orgullo
- 20 al 23 de junio, Folsom Street East Festival, festival fetichista de cuatro días en Chelsea.[33]
- Del 21 al 28 de junio se estrena Stonewall, la primera obra encargada de la Ópera de la Ciudad de Nueva York.[30]
- 21 de junio, Noche de película familiar, organizada por Heritage of Pride en el muelle 45 en Hudson River Park.[34]
- 21 de junio, The Library After Hours: Pride, Love & Resistance: Stonewall 50, incluida Drag Queen Story Hour, en el edificio Stephen A. Schwarzman.[35]
- 21 de junio, Cosplay & Pride, fiesta de cosplay organizada por NYC Pride con Geeks OUT.[33]
- Del 21 al 23 de junio, Pride at the Beach, un "fin de semana de destino" que incluye Long Island Pride Parade.[36]
- 23 de junio, brunch Pride Luminaries, organizado por NYC Pride y la Cámara Nacional de Comercio LGBT en Magic Hour (Moxie Hotel).[37]
- El 23 de junio, "#howaboutlove: 50 Years of DIVAS" rinde homenaje a los 50 años de divas que proporcionaron la banda sonora del movimiento mundial del orgullo.[38]
- 24 de junio, Garden Party, evento culinario en Pier 97 a beneficio del Centro LGBT de Nueva York.[33]
- 24 y 25 de junio, Conferencia de Derechos Humanos, en la Facultad de Derecho de Nueva York, Tribeca.[37]
- El 26 de junio, se llevará a cabo la ceremonia de apertura del NYC Pride en el Barclays Center de Brooklyn, con los artistas principales Todrick Hall, Ciara, Chaka Khan, Cyndi Lauper, Billy Porter y Whoopi Goldberg.[39]
- El 26 de junio, LBTQWomen organiza su primera conferencia anual: Connect, Champion, and Celebrate, en el Microsoft Conference Center en Times Square.[40]
- El 27 de junio se inaugura el Muro de Honor Nacional LGBTQ en el Stonewall Inn.[41]
- 27 de junio, Solidaridad: Hustlaball WorldPride, primera parte de las tres de la serie Solidarity Party Pride es la fiesta de baile gay Hustlaball, en 3 Dollar Bill de Brooklyn.[33]

### Fin de semana del Orgullo
- 28 al 30 de junio, LadyLand Festival, en Brooklyn Mirage, festival de música queer, con decenas de actos, entre ellos Gossip y Pussy Riot.[23]
- 28 de junio, Conmemoración de Stonewall 50 años, en Christopher Park afuera del Stonewall Inn con varios oradores como el alcalde Bill De Blasio, la senadora Kirsten Gillibrand, los activistas Emma González y Rémy Bonny.[42]
- 28 de junio, Savor Pride, una "recaudación de fondos culinaria inmersiva" en beneficio de God's Love We Deliver, que entrega comidas a personas que viven con VIH/SIDA y otras enfermedades graves, en las terrazas de la sede de la organización sin fines de lucro en Midtown.[37]
- El 28 de junio comienza en Washington Square Park el Día de Acción Trans, una manifestación y marcha por la liberación de género.[28]
- El 28 de junio, la Marcha Drag de la ciudad de Nueva York va desde Tompkins Square Park hasta Sheridan Square.[28]
- 28 de junio, Forever Tel Aviv: Inauguración de OneWorld, en Hammerstein Ballroom.[33]
- 28 de junio, Solidaridad: DIES3L Main Event , el evento de osos musculosos más grande del mundo en Webster Hall.[33]

- 29 de junio, Brunch Live Jazz Pride con Live Out Loud, Brunch For Benefits, en Ortzi NYC dentro del LUMA Hotel Times Square.
- El 29 de junio, el SummerStage de Central Park organiza un festival YouthPride para jóvenes menores de 21 años.[28]
- El 29 de junio, la Marcha del Dique de la Ciudad de Nueva York se lleva a cabo en las calles entre Bryant Park y Washington Square Park.[28]
- 29 de junio, "Hot Rabbit: Bad Habit", en beneficio de NYC Dyke March, en Bushwick's Lot 49.[42]
- 29 de junio, USS Masterbeat: Oneworld Daytime, segunda parte de la serie OneWorld en la Terminal 5.[33]
- 29 de junio, Brooklyn Ultra Day Party, en The Brooklyn Warehouse.[33]
- 29 de junio, TEAZE, una fiesta benéfica queer inclusiva, en The DL en el Lower East Side.[33]
- 29 de junio, VIP Rooftop, fiesta benéfica en la azotea en Hudson Terrace.[33]
- 29 de junio, Solidarity: BRÜT WorldPride, la última del trío de fiestas de Solidarity WorldPride, es también el evento clandestino de cuero/fetichismo más grande del año en Nueva York, en el PlayStation Theatre de Times Square.[43]

### Día del orgullo
- 29 al 30 de junio. Pride Island, en Pier 97 In Hell's Kitchen, con Madonna, Grace Jones, Teyana Taylor, Pabllo Vittar, Amara La Negra, Johnny Dynell y otros actos.[36]
- El 30 de junio, la Marcha del Orgullo de Nueva York recorre la Quinta Avenida, atraviesa el Village y luego sube por la Séptima Avenida hacia Chelsea.[28]
- El 30 de junio, Reclaim Pride Coalition organizó la Marcha de Liberación Queer, por la Sexta Avenida y termina en Great Lawn en Central Park.[44]
- 30 de junio, ceremonia de clausura del WorldPride, entre los cabezas de cartel se encuentra Melissa Etheridge, en Times Square.[36]
- 30 de junio, Argelia WorldPride 2019, dos eventos de baile, durante el día WOW, seguido por el ALEGRIA CIRCUS, en el lugar de eventos al aire libre en Brooklyn Mirage.[30]
- 30 de junio, Femme Fatale, la fiesta oficial para mujeres en la azotea de Hudson Terrace.[43]
- 30 de junio, Matinee Pervert: cierre de OneWorld, en la Terminal.[43]